# Viciria diatreta
Viciria diatreta är en spindelart som beskrevs av Simon 1902. Viciria diatreta ingår i släktet Viciria och familjen hoppspindlar. Inga underarter finns listade i Catalogue of Life.